# 乙密臺
乙密臺位于朝鮮首都平壤市中心區的「牡丹峰區域」，是高句麗用作平壤內城將臺（軍事指揮處）的樓， 建在高約11米的石臺基上，樓正面3間（7.46米）、側面2間（5.92米）。石台基下方砌台階樣，其上方用經加工的方形石塊砌得稍往裡彎曲，看起來顯得很高，給人以宏偉、堅固和安全感。石台基上面，東、西、北三面修有雉堞，堞孔一大一小，小的用於射遠敵，大的用於射近敵。
鄰近還有最勝臺、浮碧樓、玄武門等古代建築遺跡。